# LM-68
LM-68（ロシア語: ЛМ-68）は、かつてソビエト連邦（現：ロシア連邦）に存在した輸送用機器製造メーカーであるレニングラード都市電気車両修理工場（→ペテルブルク路面電車機械工場）が、1968年から1975年まで製造した路面電車車両。連結運転時に先頭車両から編成を一括して操作出来る総括制御に対応した車両で、その車体形状から「水族館（«аквариумы»）」と言う愛称で呼ばれていた。

## 概要・運用
1960年代、レニングラード市電（現：サンクトペテルブルク市電）を始めとするソビエト連邦各地の路面電車は急増する需要への対応が課題となっていた。そこで、多数の乗客を一度に輸送可能な連接車に加えて、1両でも運用可能な路面電車車両（単車）を複数連結し、先頭車両から一括で制御を行う総括制御運転が検討されるようになった。それに対応した車両としてまず1967年に試作車であるLM-67が作られ、その結果を基に設計が行われたのが量産車のLM-68である。
総括制御に対応させるため、集電装置から主電動機へ電力を流す回路と別に制御用の別の回路を用意する間接制御方式がLM-57に続いて導入された。これにより最大3両までの総括制御運転が可能となった他、高い電圧が運転台を経由しないため安全性が向上した。車体に関しても構造が大きく変更され、それまでの曲線的なデザインから側梁を減らした直線的なデザインに改められた他、側面窓が大型化し、天井と側面の間には天窓も設置された。乗降扉は車体の右側面に3箇所、両開きの2枚折り戸が設けられており、コンプレッサーを用い圧縮空気で稼働した。系統表示器や行先表示幕は右側に寄せる形に配置されていた。主要機器はウスチ＝カタフ車両工場で製造されていたKTM-5と同様の機器が用いられており、各台車に2基設置されていた主電動機のDK-259G7（ДК-259Г7）からの動力はカム軸を介して車軸に伝えられた（直角カルダン駆動方式）。
1968年に最初の車両が製造され、翌1969年からレニングラード市電を含むソ連各地の路面電車へ向けて量産が始まった。総括制御を用いた連結運転による定員数増加や速度向上は利用客から高い評価を得た一方、「水族館」とも称された天窓が存在する車体構造によって製造工程が複雑化した事、車体自体の強度が不十分であった事、更にガラスの清掃を始めとするメンテナンス面でも難があった事から1975年に量産が終了し、以降は設計の簡素化、メンテナンスの容易化を図ったLM-68Mへと移行した。
最初の導入先となったレニングラード市電では1988年に引退したが、1970年代にサイリスタチョッパ制御方式の試験車として改造された1両（6249）については1993年まで在籍した。試験終了後に試験に用いた電子機器は撤去・解体されたが、1997年に登場当時の外見や内装を含んだ動態復元工事が行われ、2020年現在ペテルブルク電気車両博物館（Ретро-трамвай — петербургская классика）で保存されている。

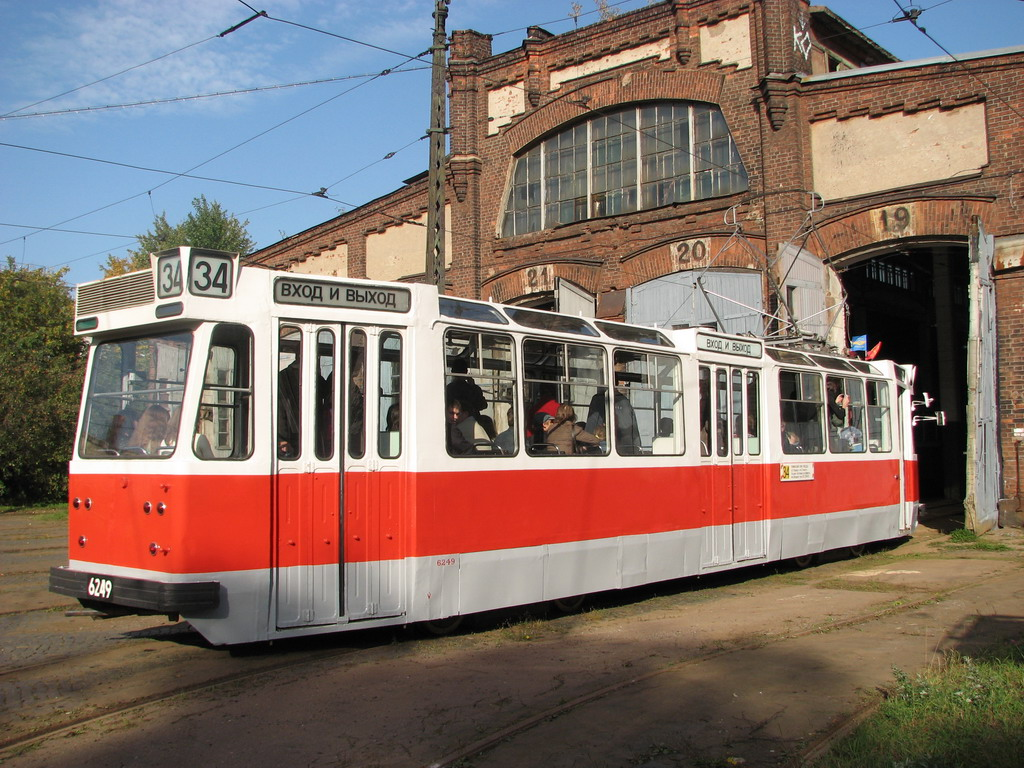
車体後方には運転台が設置されていない（サンクトペテルブルク）
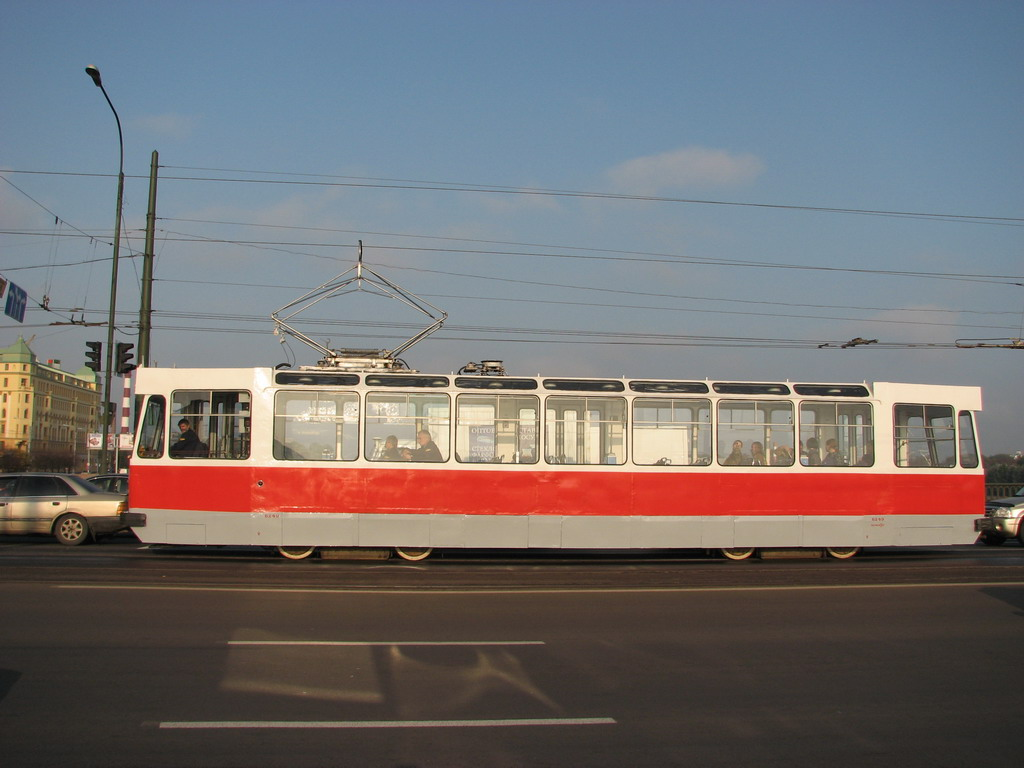
扉がない左側面（サンクトペテルブルク）
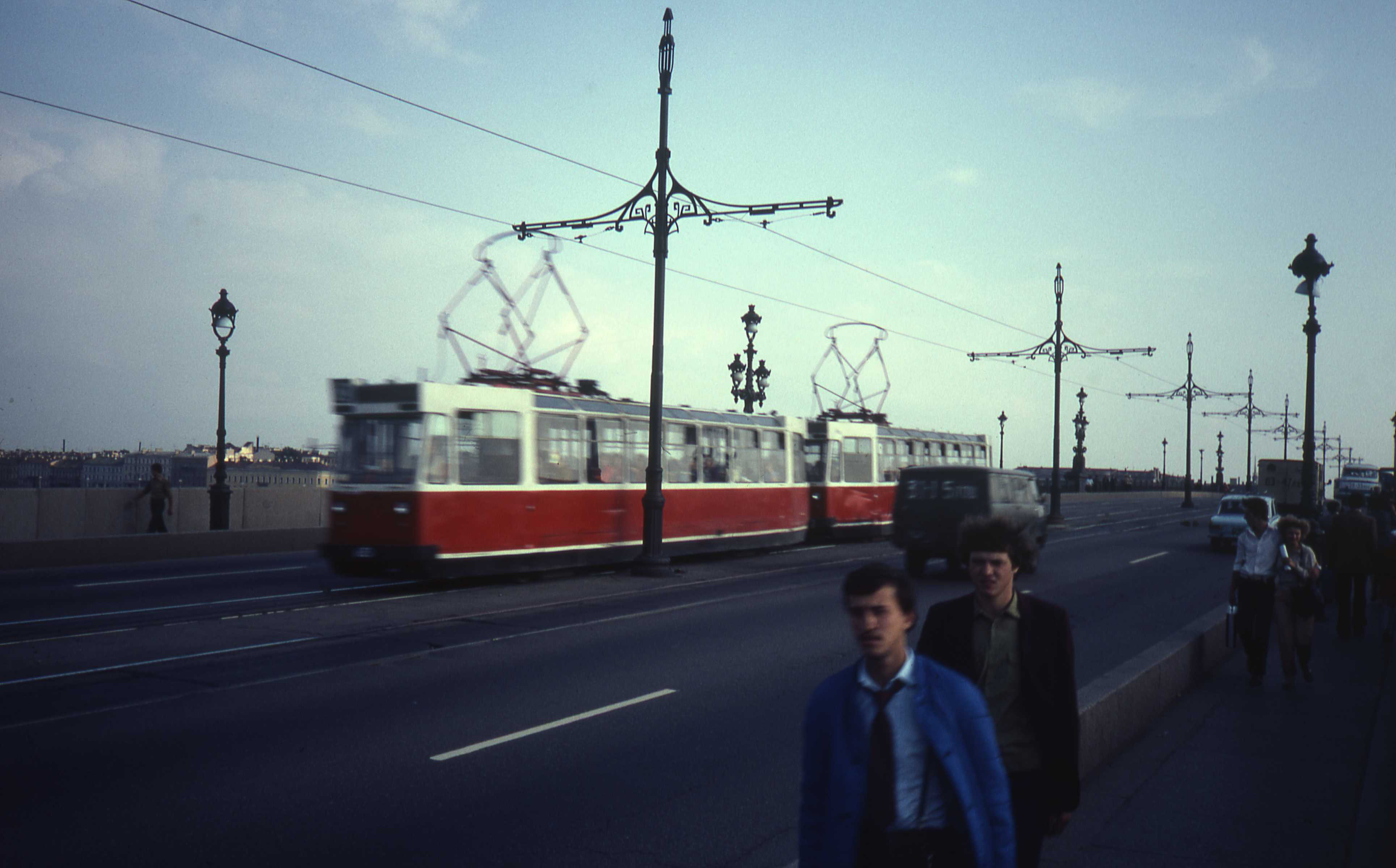
総括制御による2両編成（レニングラード）

## 導入都市
| レニングラード (レニングラード市電)     | 347両 |
| タシュケント (タシュケント市電)         | 70両  |
| マグニトゴルスク (マグニトゴルスク市電) | 61両  |
| サラトフ (サラトフ市電)                 | 57両  |
| アルハンゲリスク (アルハンゲリスク市電) | 56両  |
| ゴーリキー (ゴーリキー市電)             | 55両  |
| チェレポヴェツ (チェレポヴェツ市電)     | 11両  |
| ニジニ・タギル (ニジニ・タギル市電)     | 5両   |
| テミルタウ (テミルタウ市電)             | 1両   |

## 参考資料
- ПТМЗ (2004年). “70 лет”. 2020年2月11日閲覧。